# Karl (Sachsen-Meiningen)
August Friedrich Karl Wilhelm (* 19. November 1754 in Frankfurt am Main; † 21. Juli 1782 in Sonneberg) war Herzog von Herzogtum Sachsen-Meiningen in der Zeit der Aufklärung.

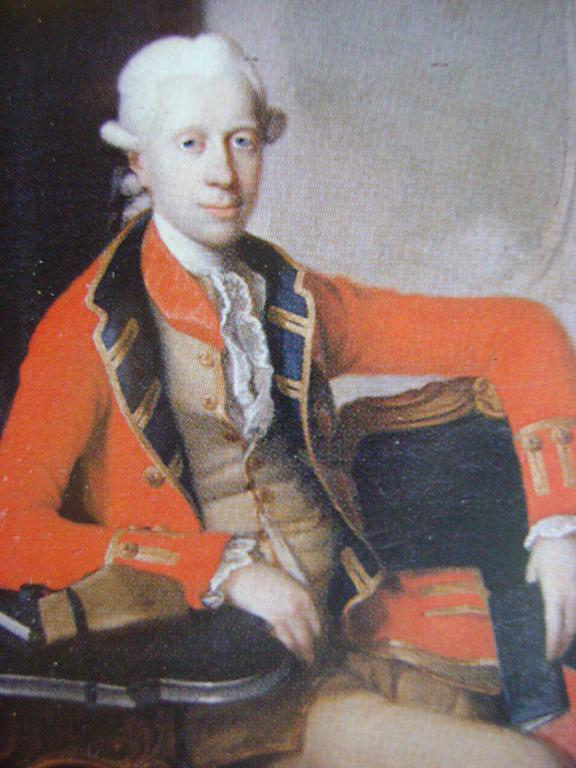
Herzog Karl von Sachsen-Meiningen

## Leben
Karl war ein Sohn des Herzogs Anton Ulrich von Sachsen-Meiningen und dessen Frau Charlotte Amalie von Hessen-Philippsthal. Damit entstammte er dem Haus Sachsen-Meiningen.
Nach dem Tod seines Vaters 1763 übernahm seine Mutter für ihn und seinen Bruder Georg I. die Regentschaft in Sachsen-Meiningen. Karl wurde sorgfältig im Geiste der Aufklärung ausgebildet und entwickelte schon früh Interesse für Wissenschaft und Kunst. Bildungsreisen in die Schweiz und nach Frankreich waren in seine Erziehung mit eingeschlossen. In Frankfurt am Main, wo Karls Vater seinen Wohnsitz hatte, war er Johann Wolfgang von Goethe begegnet, und beide pflegten in den Folgejahren persönliche Kontakte.
1775 volljährig geworden, fungierte er als Mitregent seiner Mutter, wo er durch Einschränkung seiner Hofhaltung, mildernd auf die Finanzlage des tiefverschuldeten Landes einwirkte. Er machte sich ebenso um die allgemeine Volksbildung in Sachsen-Meiningen verdient. Karl war Mitglied der Freimaurerloge Charlotte zu den drei Nelken, die 1776 unter seiner Führung eines der ersten Lehrerseminare in Deutschland gründete. Zusammen mit seinem Bruder begann er den repräsentativen Umbau der Residenz Meiningen.
1780 heiratete er in Gedern Prinzessin Luise (1764–1834), Tochter des Prinzen Christian Carl zu Stolberg-Gedern, mit der er allerdings keine Kinder hatte. Zwei Jahre später trat die Mutter von der Regentschaft zurück und Karl regierte gemeinschaftlich mit seinem Bruder Georg I. bis zu seinem Tod im Alter von erst 28 Jahren. Nachfolger als Alleinregent wurde sein Bruder Georg.
Ein von Pappeln umsäumter Gedenkstein, der an ihn erinnert, befindet sich auf einer Insel im Großen Teich des Englischen Gartens in Meiningen (Nähe Rückwand des Theaters).